# Sherlock (serie de televisión)
Sherlock es una serie de televisión británica que comenzó en 2010, realizada por la BBC y protagonizada por Benedict Cumberbatch y Martin Freeman. Coproducida por Hartswood Films y WGBH, la serie fue creada por Steven Moffat y Mark Gatiss (quienes escribieron un episodio cada uno). El cineasta Paul McGuigan dirigió el piloto y el tercer capítulo, mientras que Euros Lyn dirigió el segundo (escrito por Stephen Thompson). Se trata de una actualización contemporánea de las aventuras del detective Sherlock Holmes, creado por Arthur Conan Doyle. El rodaje tuvo lugar en varios lugares, entre ellos Londres y Cardiff.
La primera temporada se transmitió en la BBC One y BBC HD entre julio y agosto de 2010. La recepción crítica fue, sobre todo, muy positiva. Estos episodios, junto con el piloto no emitido, se lanzaron en DVD y Blu-ray en el Reino Unido el 30 de agosto de 2010. La segunda temporada, de tres episodios de 90 minutos, comenzó a transmitirse en enero de 2012. La tercera temporada de tres episodios, parte de la cual (el desenlace de La caída de Reichenbach) se filmó al mismo tiempo que la segunda, se estrenó en el Reino Unido en enero de 2014. Tiempo después se lanzó un especial navideño (The Abominable Bride) donde se puede ver a Sherlock en el tiempo originario de los libros de Arthur Conan Doyle, creador del icónico personaje. En él se pueden notar cambios entre el tiempo actual y el tiempo de la era victoriana dándole al episodio un aspecto único. La cuarta temporada se transmitió en enero de 2017 y se insinuó que es la última, aunque no se ha llegado a confirmar de manera oficial.

## Argumento
Ubicada en el Londres del siglo XXI, la serie sigue los pasos del excéntrico detective Sherlock Holmes junto a su compañero el doctor John H. Watson, en su búsqueda por resolver los brutales crímenes que se van desarrollando. Sus insuperables habilidades de deducción y su arrogante distanciamiento emocional le convierten en el perfecto detective, pero pronto descubrirá que hay alguien más que le sigue los pasos, el misterioso James Moriarty. 
Se puede ver al detective aggiornado al XXI d. C., es por eso que utiliza la tecnología, como por ejemplo el smartphone, iPad o internet. A pesar de tener estas nuevas características, lo que no cambia y es fiel al relato de Doyle es la incorporación de su compañero de aventuras, el Doctor John Watson, quien en esta oportunidad se lo muestra como un bloguero.

## Producción

### Desarrollo
El proyecto es una colaboración entre Steven Moffat y Mark Gatiss; ambos tenían la experiencia de la adaptación o el uso de la literatura victoriana para la televisión. Moffat había adaptado previamente El extraño caso del Dr. Jekyll y Mr. Hyde de la serie de 2007 Jekyll, mientras Gatiss había escrito el episodio Los muertos inquietos (The Unquiet Dead) de la serie Doctor Who. Moffat y Gatiss, ambos grandes admiradores de Sherlock Holmes, discutieron planes para una adaptación de Holmes durante sus numerosos viajes en tren a Cardiff, lugar de producción de Doctor Who, de la cual ambos son guionistas. Gatiss considera a Conan Doyle un «escritor genio». Dice de las historias de Holmes que «Siempre que me encuentro con alguien que no las ha leído, pienso que todavía le espera mucha diversión». Entonces, mientras estaban en Montecarlo para una entrega de premios, la productora Sue Vertue, esposa de Moffat, los animó a desarrollar el proyecto ellos mismos antes que alguien más tuviera la misma idea de producir una versión moderna. Moffat y Gatiss invitaron a Stephen Thompson a escribir para la serie en septiembre del 2008.
Hablando sobre el desarrollo del programa con Moffat, Gatiss dice: «Lo que nos atrajo de la idea de hacer 'Sherlock' en la actualidad es que los personajes se han convertido casi, literalmente, en unos perdidos en la niebla... Y yo soy el segundo, más que nadie, que disfruta de ese tipo de narración victoriana, y quería volver a los personajes y explicar por qué se convirtieron en la dupla más maravillosa de la literatura.» Steven Moffat también habla de volver a la esencia de las historias de Conan Doyle. Él dice que «las historias de Conan Doyle nunca fueron sobre abrigos y luz entre gas, sino que son sobre deducciones brillantes, con villanos terribles y crímenes sangrientos... y, francamente, al diablo con la crinolina. Otros detectives tienen casos, Sherlock Holmes tiene aventuras y eso es lo que importa.» Gatiss critica las adaptaciones televisivas más recientes de las historias de Conan Doyle como «demasiado reverenciales y demasiado lentas», con el objetivo de ser lo más irreverente al canon, como la década de 1930 y 1940, con películas protagonizadas por Basil Rathbone. En el audiocomentario del DVD, Moffat y Gatiss dicen que decidieron que todo lo que se había hecho previamente sobre Sherlock Holmes era canónico: no solo las historias de Conan Doyle, también las versiones de Rathbone y Granada Televisión. El Sherlock de Cumberbatch utiliza la tecnología moderna: mensajes de texto, Internet y GPS, para resolver los crímenes. Paul McGuigan, quien dirigió dos episodios de Sherlock, dice que esto es de acuerdo con el personaje de Conan Doyle, señalando que «En los libros usaría cualquier dispositivo posible, y siempre está en el laboratorio haciendo experimentos... Es sólo una versión moderna de sus días. Se utilizarán las herramientas que están a su disposición hoy en día para encontrar las cosas.» Cumberbatch añade: «Dudo que [Holmes] utilice mucho Wikipedia; más bien utiliza la tecnología como un recurso.»
La actualización mantiene algunos elementos tradicionales de las historias, como la dirección de la calle Baker y el malvado James Moriarty. A pesar de que los acontecimientos de los libros están siendo transferidos a la actualidad, existen elementos que se incorporaron a los nuevos personajes «para apaciguar a los fanáticos más fervientes de los cuentos clásicos» como, por ejemplo, el Dr. Watson regresa de la guerra de Afganistán. Cuando se habló con La Sociedad Sherlock Holmes de Londres, se discutió el hecho de que el original Watson regresó inválido a casa después de servir en la segunda guerra anglo-afgana (1878-1880); Gatiss se dio cuenta entonces de que «Es la misma guerra, la guerra imposible de ganar.»
Sherlock se anunció como una producción de drama de solo 60 minutos en el 60.º Festival Internacional de Televisión de Edimburgo en agosto de 2008, que se emitiría en otoño de 2009, con la intención de producir una serie completa si el episodio piloto tenía éxito. Sin embargo, debido a que la primera versión del piloto costó alrededor de £800,000, según lo reportó el periódico The Guardian, se generaron rumores dentro de la BBC y en otros medios de comunicación de que Sherlock sería un potencial desastre. En el comentario de audio del DVD, el equipo creativo de la BBC dice que estuvieron «muy felices» con el piloto, pero les pidieron que cambiaran el formato. La BBC decidió no transmitir el piloto, como es práctica común en la industria, pero encargó tres episodios de 90 minutos. El piloto, dice el periodista Mark Lawson, fue «Sustancialmente ampliado y reescrito y reinventado por completo en el enfoque, el ritmo y el sonido.» El 10 de agosto de 2010, se confirmó que Sherlock había sido renovada para una segunda temporada.

### Reparto

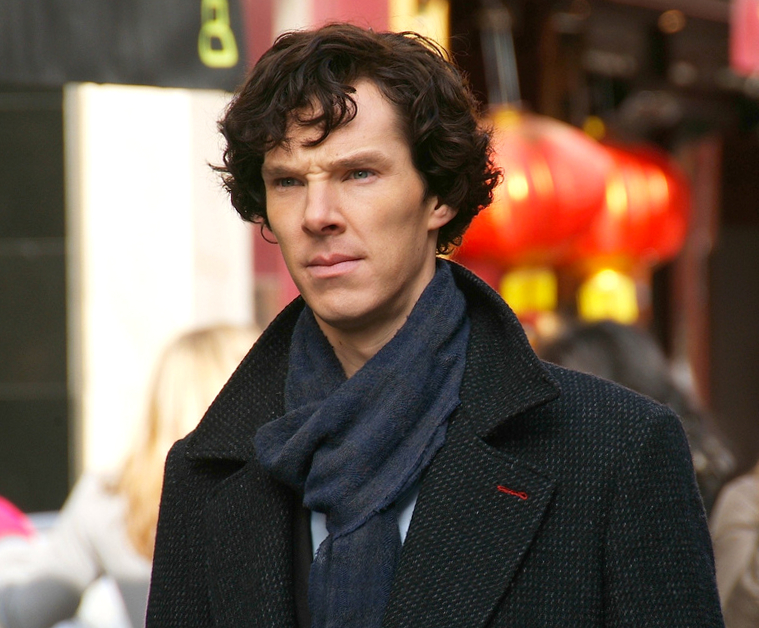
Benedict Cumberbatch como Sherlock Holmes

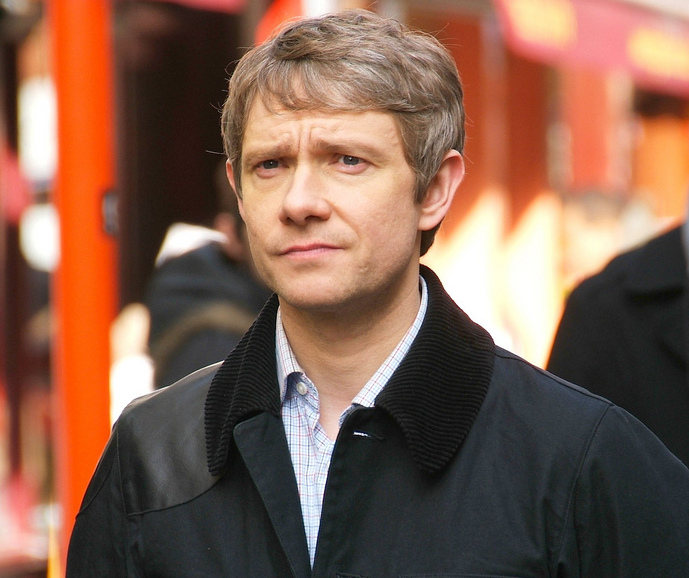
Martin Freeman como el Dr. John Watson

Benedict Cumberbatch fue seleccionado para interpretar a Sherlock Holmes. «Cumberbatch», dice The Guardian: «Tiene una reputación de juego y de hombre brillante, y su Holmes es frío, aficionado a la tecnología, con síntomas del síndrome de Asperger.» Cumberbatch dice: «Hay una gran carga que recibo por interpretarlo, porque el volumen de las palabras en su cabeza y la velocidad del pensamiento... Realmente tienes que hacer las conexiones increíblemente rápido. Él va un paso por delante de la audiencia, y de los que están a su alrededor con inteligencia normal. Ellos no pueden entender muy bien dónde lo lleva su mente.» Para el papel, aprendió algunas técnicas con el violín, tales como la forma de sostener el arco. El papel del detective inspiró a Cumberbatch a analizar las características de las personas y su comportamiento: «No puedes dejar de echar un ojo alrededor y pensar sobre las personas y la explicación de qué podría estar detrás de lo que demuestra el exterior... No lo puedo evitar. Que será esa sangría en un anillo de boda, la dinámica de las familias. La gente, en un momento de aislamiento, une los cabos de ciertas cosas. Es un superpoder alcanzable.» Piers Wenger, Jefe de Arte Dramático de la BBC Gales, describe a Holmes como «Un superhéroe dinámico en un mundo moderno, un detective arrogante, el genio impulsado por el deseo de demostrar que es más inteligente que el autor del delito y la policía... Que todo el mundo, de hecho.» Para abordar el cambio de actitudes sociales y los reglamentos de radiodifusión, el Holmes de Cumberbatch ha sustituido la clásica pipa por múltiples parches de nicotina.
En una entrevista con The Observer, el cocreador Mark Gatiss dice que tuvieron más dificultades para encontrar el actor adecuado para desempeñar al Dr. John Watson. La productora Sue Vertue dice: «Benedict fue la única persona que realmente vi para Sherlock... Una vez que Benedict estaba allí era simplemente asegurarse de que tenía química con John [Watson]... y creo que la consiguen en cuanto entran en la habitación; se puede ver que pueden trabajar juntos.» Steven Moffat recuerda que Matt Smith fue la primera persona que audicionó, sin éxito, para el papel de Watson. La caracterización de Smith en la audición era demasiado «loca», más apropiado para Holmes, y los productores exigieron algo más de la persona «recta» de Watson. Poco después de rechazar a Smith para el Dr. Watson, Moffat, que entonces recién asumía el papel de productor ejecutivo y escritor principal de Doctor Who, lo eligió como el undécimo Doctor. Varios actores audicionaron para el papel de John Watson.
Martin Freeman fue elegido finalmente como Watson. Los escritores dijeron que la audición de Freeman desarrolló la forma en que Cumberbatch interpretó a Holmes. La periodista Victoria Thorpe dijo «Freeman es confiable, un Watson capaz abre este moderno Holmes, un hombre que ahora se describe como 'un sociópata altamente funcional'.» Gatiss afirma la importancia de alcanzar el tono correcto para el personaje. «Es importante que Watson no sea un idiota, si bien es cierto que Conan Doyle siempre lo dejó fuera del juego», dijo Gatiss. «Sin embargo, sólo un idiota podría rodearse de idiotas.» En otra observación, The Miami Herald señala que la encarnación de Freeman parece más brillante que la versión interpretada por Nigel Bruce en la década de 1940.
Algunos diálogos en el primer episodio sugieren que en esta versión el personaje de Sherlock Holmes es homosexual, aunque en el libro se deduce claramente que no lo es. Por ejemplo, Holmes responde a la pregunta de Watson sobre su estado de relación con «¿Novia? No, no es mi área.». La propietaria del apartamento donde viven aparentemente cree que son una pareja, pues les informa: «Hay otro cuarto arriba... Es decir, si necesitan más de uno». Steven Moffat negó cualquier relación sexual implícita entre los dos, mientras que Cumberbatch dice que «Aluden a la idea de que puede haber un «malentendido» de otras personas que piensan que somos pareja.» Moffat continuó: «Es que lo de dos jóvenes investigando juntos, conviviendo juntos... En este bonito mundo moderno lleva a la gente a decir 'Oh, ¿son pareja?'. Y eso es bueno. Pensé que el mundo había cambiado, no hay disconformidad. Cuánto se ha civilizado el mundo.»
Rupert Graves interpreta al Detective Inspector Lestrade. Los escritores se refirieron al personaje como Inspector Lestrade durante el desarrollo hasta que Gatiss se dio cuenta de que en el mundo moderno el personaje tendría que tener el título de Detective Inspector. Moffat y Gatiss señalan que Lestrade no aparece muy a menudo en las novelas y es bastante inconsistente en ellas. Decidieron ir a la versión que apareció en Los seis Napoleones: «Él es un hombre que se siente frustrado por Holmes, pero lo admira, y que Holmes considera como el mejor detective en Scotland Yard.» Varios actores audicionaron para el papel de una manera cómica. El equipo creativo aprecia la seriedad que Graves presentó para el papel.
Andrew Scott se reveló como James Moriarty en el tercer episodio de la primera temporada The Great Game (El gran juego). Moffat dice: «Sabíamos lo que queríamos hacer con Moriarty desde el principio. Moriarty suele ser un poco aburrido, un villano elegante, así que pensamos en alguien de verdad atemorizante. Alguien que es un psicópata absoluto.» Moffat y Gatiss, originalmente, no iban a poner una confrontación entre Moriarty y Sherlock en estos tres episodios, pero se dieron cuenta de que «Tenía que haber una escena de confrontación. Tuvimos que hacer una versión de la escena de El problema final en la que los dos archienemigos se conocen entre sí.» El resto del elenco regular incluye a Una Stubbs como la señora Hudson, Louise Brealey como Molly Hooper, Vinette Robinson como el Sargento Sally Donovan, Zoe Telford como Sarah, y al cocreador Mark Gatiss como Mycroft Holmes. Fueron estrellas invitadas: Phil Davis como Jeff, Paul Chequer como el Detective Inspector Dimmock, Gemma Chan como Lin Yao, John Sessions como Kenny Prince, Haydn Gwynne como Miss Wenceslao y Peter Davison como la voz en off en el planetario.

### Doblaje
En la siguiente tabla se muestra la correspondencia entre el personaje de la serie y su actor de doblaje:
| Actor                | Personaje                  | Actor de doblaje                  |
| -------------------- | -------------------------- | --------------------------------- |
| Benedict Cumberbatch | Sherlock Holmes            | Iván Muelas                       |
| Martin Freeman       | John H. Watson             | Jesús Maniega                     |
| Rupert Graves        | Inspector Greg Lestrade    | Javier Dotú                       |
| Mark Gatiss          | Mycroft Holmes             | Juan Antonio Arroyo               |
| Vinette Robinson     | Sargento Sally Donovan     | Amparo Valencia                   |
| Andrew Scott         | James Moriarty             | Luis Manuel Martín                |
| Amanda Abbington     | Mary Morstan / Mary Watson | Olga Cano                         |
| Sian Brooke          | Eurus Holmes               | Nieves "Nikki" García de la Arada |
| Una Stubbs           | Sra. Hudson                | Ana Ángeles García                |
| Timothy Carlton      | Sr. Holmes                 | Fernando Hernández                |
| Wanda Ventham        | Sra. Holmes                | Ana María Simón                   |
| Louise Brealey       | Molly Hooper               | Sara Polo                         |
| Tom Stoughton        | Sherlock niño              | Elena Palacios                    |

## Episodios
| Temporada | Temporada | Episodios | Episodios | Emisión original    | Emisión original    |
| Temporada | Temporada | Episodios | Episodios | Primera emisión     | Última emisión      |
| --------- | --------- | --------- | --------- | ------------------- | ------------------- |
|           | 1         | 3         | 3         | 25 de julio de 2010 | 8 de agosto de 2010 |
|           | 2         | 3         | 3         | 1 de enero de 2012  | 15 de enero de 2012 |
|           | 3         | 3         | 3         | 1 de enero de 2014  | 12 de enero de 2014 |
|           | Especial  | Especial  | Especial  | 1 de enero de 2016  | 1 de enero de 2016  |
|           | 4         | 3         | 3         | 1 de enero de 2017  | 15 de enero de 2017 |

### Primera temporada (2010)
| N.º en serie | N.º en temp. | Título                                 | Dirigido por  | Escrito por      | Fecha de emisión original | Audiencia en R. U. (millones) |
| --- | ------------ | -------------------------------------- | ------------- | ---------------- | ------------------------- | ----------------------------- |
| 1 | 1            | «A Study in Pink» «Estudio en rosa»    | Paul McGuigan | Steven Moffat    | 25 de julio de 2010       | 9.93                          |
| La policía investiga la muerte de una serie de personas que parecen haberse suicidado tomando una píldora mortal. El detective e inspector Lestrade, acude a su «detective asesor no oficial», Sherlock Holmes, que deduce los diversos elementos que apuntan a un asesino en serie. Mientras tanto, Holmes conoce a John Watson, y deciden compartir un piso en Baker Street. Después de una serie de incidentes, la persona responsable de las muertes, un conductor de taxi, revela que sus víctimas se quitaron la vida por jugar un juego de ruleta rusa con dos pastillas: una fatalmente venenosa, y la otra inofensiva. Watson le dispara al taxista, que revela antes de su muerte que Moriarty era el cerebro de todo el plan. Este episodio es una adaptación libre de Estudio en escarlata. |              |                                        |               |                  |                           |                               |
| 2 | 2            | «The Blind Banker» «El banquero ciego» | Euros Lyn     | Stephen Thompson | 1 de agosto de 2010       | 8.07                          |
| Sherlock es contratado por un viejo amigo para investigar un misterioso robo en un banco en la ciudad. Él descubre que los símbolos pintados con spray en una pared de la oficina es un mensaje cifrado destinado a un empleado del banco, que más tarde se descubrió muerto en su apartamento. Al día siguiente, un periodista es asesinado y los mismos símbolos se encuentran cerca. Holmes y Watson siguen un rastro de pistas que enlazan a los dos hombres muertos a una red de contrabando de China, que está tratando de recuperar un objeto de valor que uno de ellos robó. Holmes finalmente deduce el mensaje cifrado basado en números Suzhou y un cifrado de datos, pero no antes de que Watson y una amiga sean secuestrados por los estafadores chinos. Holmes rescata a su amigo Watson, pero el líder de la pandilla escapa. Después de escapar, el líder de la banda se comunica con su superior, que se identifica con la inicial «M». Luego es asesinado por un francotirador. Este episodio es una adaptación libre de Los bailarines, El Signo de los cuatro y El valle del terror. |              |                                        |               |                  |                           |                               |
| 3 | 3            | «The Great Game» «El gran juego»       | Paul McGuigan | Mark Gatiss      | 8 de agosto de 2010       | 9.18                          |
| Mycroft le encarga a su hermano Sherlock que investigue la sospechosa muerte de un empleado del Gobierno que estaba trabajando en un proyecto confidencial de defensa, el Proyecto de Bruce-Partington. Después de aparentemente rechazar el caso, Sherlock comienza a ser burlado por un siniestro criminal que pone a sus víctimas en chalecos explosivos y establece plazos a Sherlock para resolver casos aparentemente sin relación, incluyendo la desaparición de un hombre de negocios, la muerte de un personaje de la televisión y la muerte de un guardia de una galería de arte. Un asesino, el Golem, aparece en la trama. Cuando Sherlock resuelve los casos, se da cuenta de que todos ellos están vinculados. Después de aclarar el caso del funcionario que le ofreció Mycroft, Sherlock trata de forzar a su adversario invisible para revelarse. El espectáculo termina con un tenso enfrentamiento entre Sherlock y su archienemigo Moriarty, que se revela como el informático que trabaja en el hospital, cuyo laboratorio es utilizado a veces por Sherlock. En el enfrentamiento, Sherlock tiene un arma apuntando a Moriarty, pero en los últimos segundos del episodio Sherlock convierte el objetivo de la pistola la bomba en el suelo. Este episodio es una adaptación libre de Los planos del "Bruce-Partington". |              |                                        |               |                  |                           |                               |

### Segunda temporada (2012)
| N.º en serie | N.º en temp. | Título                                                    | Dirigido por  | Escrito por      | Fecha de emisión original | Audiencia en R. U. (millones) |
| --- | ------------ | --------------------------------------------------------- | ------------- | ---------------- | ------------------------- | ----------------------------- |
| 4 | 1            | «A Scandal in Belgravia» «Escándalo en Belgravia»         | Paul McGuigan | Steven Moffat    | 1 de enero de 2012        | 10.66                         |
| Continuación inmediata de The Great Game con John y Sherlock siendo apuntados por un francotirador enviado por Moriarty y Sherlock apuntando con su pistola al chaleco bomba. En ese momento, Moriarty recibe una llamada telefónica, que le hace "una oferta mejor", y se retira, amenazando a su interlocutor con desollarlo vivo y hacerlo zapatos si su oferta resulta falsa. John y Holmes, aun algo sorprendidos, regresan al 221B Baker Street. Tras el encuentro con Moriarty, Sherlock y Watson son llamados por Mycroft Holmes, al Palacio de Buckingham (sin importarle que Sherlock y John están en medio de un caso y que el mismo Sherlock es llevado vestido solo con una sábana y nada debajo después de que se negara a vestirse), por un problema de la familia real extremadamente importante: uno de sus miembros femeninos ha sido fotografiado de forma comprometida con la dominatrix Irene Adler (Lara Pulver), y quieren que Sherlock las recupere. La dominatrix, conocida profesionalmente como «La mujer», tiene esas fotos en su teléfono. Este episodio es una adaptación libre de Escándalo en Bohemia. |              |                                                           |               |                  |                           |                               |
| 5 | 2            | «The Hounds of Baskerville» «Los sabuesos de Baskerville» | Paul McGuigan | Mark Gatiss      | 8 de enero de 2012        | 10.27                         |
| Sherlock y John reciben la visita de un joven llamado Henry Knight que de niño observó cómo su padre fue atacado y asesinado por un sabueso monstruoso, en Dartmoor veinte años antes, muy cerca del laboratorio de investigación de Baskerville, donde se sospecha que se realizan ciertas pruebas con animales. Él se asustó y salió huyendo, siendo encontrado en el páramo a la mañana siguiente. Tras años de terapia, regresa a aquel sitio, donde nota que ocurre algo y eso reactiva sus miedos, lo que le hace recurrir a Holmes, quien accede a ayudarle por el hecho de que él usó el término arcaico de «sabueso» en lugar de «perro». En Dartmoor, deciden visitar la base militar de Baskerville, donde Sherlock puede entrar gracias a la identificación oficial que le robó a su hermano Mycroft. Más tarde esa noche, Holmes y Watson van a buscar a Henry, que les dice que recuerda las palabras "Libertad" y "En" en sus sueños. Sherlock le convence para ir al páramo y enfrentarse a la bestia. Durante el viaje, John se aleja de ellos, y al mismo tiempo, Sherlock y Henry logran ver al animal, aunque Sherlock lo niega. Una vez han dejado a Henry en casa, vuelven al hotel. Sherlock admite estar asustado y confuso, ya que él también vio al perro, algo que no creía probable. John se muestra escéptico, e intenta relajar a su compañero. Sherlock reacciona con enfado, negando que le pasara nada. Luego tratará de volver a la base militar y descubrir qué es lo que ocurre. Este episodio es una adaptación libre de El sabueso de los Baskerville.                                                                                         |              |                                                           |               |                  |                           |                               |
| 6 | 3            | «The Reichenbach Fall» «La caída de Reichenbach»          | Toby Haynes   | Stephen Thompson | 15 de enero de 2012       | 9.78                          |
| Tras el prestigio de Sherlock alcanzado al lograr resolver un elevado número de casos especiales para el Gobierno, Moriarty burla la seguridad de la Torre de Londres, el Banco de Inglaterra, y la Prisión de Pentonville, y tras ello se deja atrapar por la policía mientras está sentado en la Torre de Londres con las joyas de la Corona. Tras el juicio y bajo coacción al jurado, sale libre e impune. Posteriormente, urde una trama para poner en contra de Sherlock al Gobierno, la policía, la prensa, y las personas que le rodean, haciéndoles creer que es el mismo Sherlock quien desde el principio prepara todos los delitos para posteriormente resolverlos y ganar fama y prestigio, mientras que Moriarty finge ser quien los perpetra bajo sus órdenes. En el enfrentamiento final con Moriarty, éste le dice que la única manera de salvar la vida a Watson, Lestrade y la señora Hudson es suicidándose (ya que unos asesinos les matarán si no accede). Así, quedaría demostrado que Sherlock Holmes es un fraude y se ha suicidado incapaz de soportar la presión de que el mundo lo descubriera. Sherlock cree que hay una manera de evitar todo esto, pues Moriarty debe tener una clave para anular la orden, pero este se suicida de un disparo antes de que pueda sonsacársela. Entonces, Holmes ve que no tiene otra manera de protegerlos que hacer lo que Moriarty le ha dicho, así que termina lanzándose de un edificio ante un atónito Watson. Al final del episodio, cuando él va a visitar la tumba de Sherlock, se ve al último mirando la escena desde un lugar apartado, vivo. Este episodio es una adaptación libre de El problema final. |              |                                                           |               |                  |                           |                               |

### Tercera temporada (2014)
| N.º en serie | N.º en temp. | Título                                      | Dirigido por    | Escrito por                 | Fecha de emisión original | Audiencia en R. U. (millones) |
| --- | ------------ | ------------------------------------------- | --------------- | --------------------------- | ------------------------- | ----------------------------- |
| — | —            | «Many Happy Returns» «Muchas felicidades»   | Jeremy Lovering | Mark Gatiss y Steven Moffat | 24 de diciembre de 2013   | —                             |
| El inspector Anderson cree que Sherlock está vivo aún luego de la caída de Reichenbach. Habla con Lestrade y le cuenta su teoría acerca de dónde puede encontrarse. Anderson defiende la idea de que Sherlock está detrás de una serie de casos resueltos de manera llamativa que van desde la India, pasando por Alemania, y acercándose al Reino Unido. Lestrade le asegura que Sherlock está definitivamente muerto y se va a visitar a John Watson, quien se ha mudado de Baker Street tras la muerte de Sherlock. Lestrade le entrega un CD con un mensaje en video que Sherlock grabó para su último cumpleaños y que finalmente nunca le había mostrado. En el video Sherlock afirma que verá a John muy pronto y le desea que tenga un feliz cumpleaños sin él, ya que se encuentra "ocupado". Nota: Este mini episodio de 7 minutos solo está disponible en el canal oficial de YouTube de la BBC y fue hecho como adelanto de la tercera temporada. |              |                                             |                 |                             |                           |                               |
| 7 | 1            | «The Empty Hearse» «El coche fúnebre vacío» | Jeremy Lovering | Mark Gatiss                 | 1 de enero de 2014        | 9.2                           |
| El coche fúnebre vacío comienza dos años después a los terribles acontecimientos de los efectos de The Reichenbach Fall. Watson ha retomado su vida, nuevos horizontes se le abren, le llega el amor y con ello las esperanzas de una vida más tranquila, a diferencia de la que llevaba cuando vivía con Holmes. Pero sobre Londres pende la amenaza de un ataque terrorista. Hecho que hará que Sherlock Holmes esté a punto de levantarse de la tumba y resucitar de entre los muertos, con toda la teatralidad que le gusta a nuestro detective y que le resulta tan natural. Pero que para Watson es una advertencia: “¡Ten cuidado con lo que deseas!”. Si Sherlock regresa pensando que todo sigue tal y como lo dejó se equivoca y va a llevarse una gran sorpresa. Basado en el cuento corto La casa deshabitada. |              |                                             |                 |                             |                           |                               |
| 8 | 2            | «The Sign of Three» «El signo de los tres»  | Colm McCarthy   | Stephen Thompson            | 5 de enero de 2014        | 8.8                           |
| Sherlock se enfrenta a su desafío más grande de todos, dar el discurso del padrino en la boda de John. Pero no todo es lo que parece. Luego de un comienzo aparatoso, el discurso continúa con las anécdotas de algunos de los casos recientes en los que Sherlock ha trabajado al lado de John, donde el relato de "El guardia ensangrentado" exalta las capacidades y cualidades de John mientras que "El hombre efímero" aparece para avergonzar y hacer burla del recientemente casado. Pero antes de terminar el discurso un peligro de muerte acecha en la recepción y alguien no podría llegar al primer baile de la feliz pareja. El título es basado en la novela El signo de los cuatro. |              |                                             |                 |                             |                           |                               |
| 9 | 3            | «His Last Vow» «Su último juramento»        | Nick Hurran     | Steven Moffat               | 12 de enero de 2014       | 8.77                          |
| Un caso de cartas robadas conduce a Sherlock Holmes en un largo conflicto con Charles Augustus Magnussen, considerado como el Napoleón del chantaje, y el único hombre que realmente odia. Pero, ¿cómo hacer frente a un enemigo que conoce la debilidad personal de cada persona de importancia en el mundo occidental? El título es basado en el relato corto Charles Augustus Milverton y tiene elementos de las obras Su último saludo en el escenario y El hombre del labio torcido. |              |                                             |                 |                             |                           |                               |

### Episodio especial (2016)
| N.° en serie | Título                                       | Dirigido por      | Escrito por                 | Fecha de emisión original | Audiencia en R. U. (millones) |
| --- | -------------------------------------------- | ----------------- | --------------------------- | ------------------------- | ----------------------------- |
| 10 | «The Abominable Bride» «La novia abominable» | Douglas Mackinnon | Mark Gatiss y Steven Moffat | 1 de enero de 2016        | 11.64                         |
| ¡Bienvenidos al Sherlock de 1895! Para el detective más famoso del mundo y su mejor amigo, algunas cosas continúan igual: la amistad, la aventura y sobre todo... los asesinatos. ¿Por qué se sorprende Thomas Ricoletti de ver a su mujer con su vestido de boda? Porque apenas unas horas antes la vio morir... El fantasma de la señora Emelia Ricoletti ahora parece recorrer las calles con sed de venganza, y solo Holmes y el doctor Watson pueden hacer frente a esta novia de ultratumba. |                                              |                   |                             |                           |                               |

### Cuarta temporada (2017)
| N.º en serie                                                                      | N.º en temp. | Título                                         | Dirigido por   | Escrito por                 | Fecha de emisión original | Audiencia en R. U. (millones) |
| --------------------------------------------------------------------------------- | ------------ | ---------------------------------------------- | -------------- | --------------------------- | ------------------------- | ----------------------------- |
| 11                                                                                | 1            | «The Six Thatchers» «Las seis Thatchers»       | Rachel Talalay | Mark Gatiss                 | 1 de enero de 2017        | 11.33                         |
| Basado libremente en el cuento corto de Arthur Conan Doyle "Los seis Napoleones". |              |                                                |                |                             |                           |                               |
| 12                                                                                | 2            | «The Lying Detective» «El detective mentiroso» | Nick Hurran    | Steven Moffat               | 8 de enero de 2017        | 9.53                          |
| Basado en el cuento corto de Arthur Conan Doyle "El detective moribundo".         |              |                                                |                |                             |                           |                               |
| 13                                                                                | 3            | «The Final Problem» «El problema final»        | Benjamin Caron | Mark Gatiss y Steven Moffat | 15 de enero de 2017       | 9.06                          |
| Basado en el cuento corto de Arthur Conan Doyle "El ritual de los Musgrave".      |              |                                                |                |                             |                           |                               |

## Personajes
Sherlock Holmes (Benedict Cumberbatch) es alto, de pelo negro y rizado. Como el personaje original, es capaz de deducir y abducir información desde los más pequeños detalles. Se describe a sí mismo como "detective asesor, el único en el mundo", consultado por Scotland Yard en los casos más extraños (usualmente homicidios). Sherlock es insensible con los policías, a quienes suele ridiculizar por su incompetencia. Sin embargo, ellos suelen burlarse de él con frecuencia por su excentricidad, en especial el forense Anderson y la sargento Sally Donovan.
John Watson (Martin Freeman) es el compañero de piso de Sherlock, y su contraste, tanto en apariencia como en personalidad. Al contrario que Sherlock, es bajo y tiene el pelo rubio. Es amable, preocupado, y «humano» comparado con el frío y calculador Sherlock. Tiene mejor relación con la policía que su compañero, y se encarga de las tareas del piso, como hacer las compras. Además, tiene un trabajo de suplente en una clínica, donde conoce a Sarah, otra doctora que trabaja ahí.
Mary Watson (Amanda Abbington) es la esposa de John Watson. Mary tiene un pasado oscuro, el cual decide ocultar, e ignorando eso se casa con John, convirtiéndose en un personaje importante en la serie.
La señora Hudson (Una Stubbs) es la dueña del 221B Baker Street. Sherlock logró que condenaran a muerte a su marido por un crimen desconocido en Florida, donde lideraba un peligroso cártel mientras ella llevaba la contabilidad. Aunque repite en muchas ocasiones que no es la criada, sino la casera, siempre está atenta y cuidando de sus inquilinos.
Mycroft Holmes (Mark Gatiss, que también es cocreador, productor ejecutivo y guionista de la serie) aparece en la serie ofreciendo dinero a John para que le cuente qué hace Sherlock, pero este rechaza. Más adelante se ve que es el hermano mayor de Sherlock, aunque al detective asesor le gusta definirse como "archienemigos". Sherlock se burla de Mycroft frecuentemente cuando le pregunta si ha ganado peso. Aunque afirma ocupar un "cargo menor en el Gobierno británico", Sherlock afirma que "él ES el Gobierno británico, cuando no está ocupado con la CIA o el servicio secreto". Suele ir en su coche privado con su asistente personal, Anthea. Al igual que en el canon, Mycroft es muy hábil en la deducción, corrigiendo a Sherlock en alguna ocasión y con cierta falta de entusiasmo por el "trabajo sucio".
Molly Hooper (Louise Brealey) es una forense que trabaja en la morgue de Barts, con un aparente enamoramiento hacia Sherlock. Dada su posición laboral y sus sentimientos, Sherlock se aprovecha con frecuencia para poder examinar los cadáveres de las víctimas.
Inspector Greg Lestrade (Rupert Graves) trabaja para Scotland Yard e indirectamente con Sherlock, a quien llama en los casos más extraños. Sin embargo, a menudo se siente frustrado por las deducciones y retención de las pruebas que hace Sherlock. Lestrade trata de conseguir que su equipo coopere con Sherlock siempre que sea posible, incluso cuando el hombre está siendo insultante. Aunque suele llevarse mal con Sherlock, siempre lo defendió cuando lo acusaron de fraude. Es una de las tres personas más importantes para Sherlock.
James Jim Moriarty (Andrew Scott) es el único "criminal asesor" del mundo, el punto opuesto al cargo de "detective asesor" de Sherlock. Es el responsable de los crímenes y los criminales de la primera temporada, actuando como patrocinador, informante o cerebro. Está demostrado que tiene un interés en Sherlock que roza la obsesión, aunque no duda en intentar matarlo cuando pierde el interés. Tiene altas capacidades, es psicópata y un criminal poderoso. Su motivación principal parece ser el aburrimiento, en lugar del dinero o el poder, algo muy común en los psicópatas.

## Transmisión y recepción
En mayo de 2010, The Sun, periódico sensacionalista, informó que el episodio piloto tenía un costo de £800.000, y que no se mostraría en la televisión británica. Se cita a una fuente anónima de la BBC diciendo: «Las historias [de la serie] son ahora más complejas y detalladas, por lo que básicamente tuvo que empezar de nuevo.» Un portavoz de la BBC señaló que cancelar la difusión del episodio piloto es práctica habitual en la industria de la televisión. Sin embargo, se incluye como una característica especial en el lanzamiento en DVD de la serie.
El primer episodio, "Estudio en rosa", fue transmitido por primera vez en el Reino Unido el 25 de julio de 2010 al mismo tiempo en BBC One y BBC HD. Los episodios restantes fueron transmitidos en los siguientes dos domingos. En los Estados Unidos, PBS estaciones firmó un contrato con BBC Worldwide para adquirir los derechos de transmisión de "Sherlock" y 2 series más. La serie comenzó a emitirse el 24 de octubre de 2010, Sherlock se difundió a finales de 2010 por el canal Nine Network de Australia, SVT en Suecia, NPO en los Países Bajos, NRK en Noruega, VRT en Bélgica y la DR en Dinamarca. Estas últimas cuatro ventas fueron hechas por BBC Worldwide en el 2010 MIPTV Media Market. El 18 de septiembre, Sherlock fue estrenada en Rusia por el Canal 1 (sin embargo, la serie fue renombrada Sherlock Holmes). En España se retransmitió el 6 de marzo de 2011 en TV3 y en enero del 2012 en Antena 3.
La serie se estrenó con gran éxito de crítica, calificada como excelente por parte de muchos analistas respetados. El primer episodio tuvo una puntuación elevada en el índice de comprensión, lo que significa que los espectadores pensaron muy bien del programa. El semanario The Observer dijo que el espectáculo se parecía a «Un cruce entre 'Withnail y yo' y 'El ultimátum de Bourne', también hay una pizca de Doctor Who en el drama, no resulta sorprendente, ya que se ha escrito y creado por los escritores de 'Doctor Who', Mark Gatiss y Steven Moffat.» Dan Martin de The Guardian dijo: «Es pronto, pero el primero de los tres episodios de 90 minutos, "A Study in Pink", es brillante y prometedor. Tiene la delicadeza de 'Spooks', pero es sin duda Sherlock Holmes. Las secuencias de deducción son ingeniosas, y la trama es la clásica complejidad de Moffat. Los puristas se ofenden, como siempre lo hacen los puristas. Sin embargo, 'Sherlock' ya ha hecho algo muy notable, ha tomado la noche del domingo de la televisión y la hizo atractiva.» Sin embargo, a Sam Wollaston, también para The Guardian, le preocupa que algunos elementos de la historia fueron inexplicables. Tom Sutcliffe del diario The Independent también sugiere que Holmes estaba "un poco lento" para resolver el caso, pero su revisión es otra más positiva. Él escribió, «'Sherlock' es un triunfo, ingenioso y astuto, sin socavar el estilo y el deslumbramiento del original. Entiende que Holmes no es realmente la trama, sino el carisma... Flagrantemente infiel al original en algunos aspectos, 'Sherlock' es maravillosamente leal a él en todos los demás sentidos que importan.»
BBC Online ha publicado varios sitios web relacionados con el mundo de ficción de Sherlock (los llamados tie-ins). The Science of Deduction donde se puede contactar con Sherlock Holmes y el blog de John Watson donde este escribe una especie de memorias sobre los casos en los que trabajan. Estos sitios fueron escritos por Joseph Lidster, quien ha contribuido también en los tie-ins del sitio web de Doctor Who.
Después de la alta calificación de "A Study in Pink", la BBC informó que estaban ansiosos por producir una serie más larga de Sherlock. Cumberbatch informó que los ejecutivos de la BBC «Realmente quieren hacer algo más, así que la pregunta no es en realidad si, sino cómo y cuándo podemos hacerlo.» El 10 de agosto de 2010, Sue Vertue confirmó que «Habrá más [episodios]. Vamos a tener una reunión, sólo para hablar de cuántos y cuándo realmente. Steven y Mark están ocupados... Obviamente Steven está haciendo 'Doctor Who', por lo que el tema pasa por 'cuándo' lo vamos a hacer.» La segunda serie de tres episodios de 90 minutos comenzó a emitirse en enero de 2012 y la tercera temporada comenzó a emitirse el 1 de enero de 2014.

## Lanzamiento en DVD y Blu-ray
Un DVD (región 2) y Blu-ray Disc (región B) fue lanzado por 2entertain en el Reino Unido el 30 de agosto de 2010. Se lanzó en Australia el 4 de noviembre de 2010 y en los Estados Unidos el 9 de noviembre. El lanzamiento incluye los tres episodios y varias características especiales (en el mercado español no se incluyó el episodio piloto). "A Study in Pink" cuenta con comentarios de audio por Steven Moffat, Mark Gatiss y Sue Vertue, mientras que Benedict Cumberbatch, Martin Freeman y Mark Gatiss aportan los comentarios en "The Great Game". El lanzamiento incluye el episodio piloto no emitido, una versión de 60 minutos de "A Study in Pink", dirigida por Coky Giedroyc. El crítico Mark Lawson nombró a la decisión de incluir el piloto "elogiable y valiente". El BBFC ha calificado el piloto y los tres episodios con un certificado 12 para el vídeo y la forma de exposición. El lanzamiento también contiene un documental de 32 minutos sobre la producción de la serie, llamado Unlocking Sherlock (Sherlock desbloqueado).

## Premios y nominaciones

### Premios Emmy
| Año  | Categoría                                                       | Receptor      | Resultado |
| ---- | --------------------------------------------------------------- | ------------- | --------- |
| 2011 | Mejor guion en miniserie, película para TV o especial dramático | Steven Moffat | Nominado  |

| Año  | Categoría                                                          | Receptor             | Resultado |
| ---- | ------------------------------------------------------------------ | -------------------- | --------- |
| 2012 | Mejor miniserie o película para TV                                 |                      | Nominada  |
|      | Mejor director en miniserie, película para TV o especial dramático | Paul McGuigan        | Nominado  |
|      | Mejor actor en miniserie o película para TV                        | Benedict Cumberbatch | Nominado  |
|      | Mejor actor de reparto en miniserie o película para TV             | Martin Freeman       | Nominado  |
|      | Mejor guion en miniserie, película para TV o especial dramático    | Steven Moffat        | Nominado  |

| Año  | Categoría                                                          | Receptor             | Resultado |
| ---- | ------------------------------------------------------------------ | -------------------- | --------- |
| 2014 | Mejor película para TV                                             |                      | Nominada  |
|      | Mejor director en miniserie, película para TV o especial dramático | Nick Hurran          | Nominado  |
|      | Mejor actor en miniserie o película para TV                        | Benedict Cumberbatch | Ganador   |
|      | Mejor actor de reparto en miniserie o película para TV             | Martin Freeman       | Ganador   |
|      | Mejor guion en miniserie, película para TV o especial dramático    | Steven Moffat        | Ganador   |

| Año  | Categoría                                   | Receptor             | Resultado |
| ---- | ------------------------------------------- | -------------------- | --------- |
| 2016 | Mejor película para TV                      |                      | Ganador   |
| 2016 | Mejor actor en miniserie o película para TV | Benedict Cumberbatch | Nominado  |

### Globo de Oro
| Año  | Categoría                            | Receptor             | Resultado |
| ---- | ------------------------------------ | -------------------- | --------- |
| 2012 | Mejor actor de miniserie o telefilme | Benedict Cumberbatch | Nominado  |

### Critics' Choice Television Awards
| Año  | Categoría                                    | Receptor             | Resultado |
| ---- | -------------------------------------------- | -------------------- | --------- |
| 2012 | Mejor miniserie o película para TV           |                      | Ganadora  |
|      | Mejor actor en miniserie o película para TV  | Benedict Cumberbatch | Ganador   |
|      | Mejor actriz en miniserie o película para TV | Lara Pulver          | Nominada  |

| Año  | Categoría                                               | Receptor             | Resultado |
| ---- | ------------------------------------------------------- | -------------------- | --------- |
| 2014 | Mejor miniserie o película para TV                      |                      | Nominada  |
|      | Mejor actor en miniserie o película para TV             | Benedict Cumberbatch | Nominado  |
|      | Mejor actor de reparto en miniserie o película para TV  | Martin Freeman       | Nominado  |
|      | Mejor actriz de reparto en miniserie o película para TV | Amanda Abbington     | Nominada  |